# منتخب الهند لكرة السلة للسيدات
منتخب الهند لكرة السلة للسيدات (بالإنجليزية: India women's national basketball team) هو ممثل الهند الرسمي في المنافسات الدولية في كرة السلة للسيدات.